# Saga (álbum)
Saga  es el primer álbum de estudio y álbum debut de la banda canadiense de rock: Saga. Lanzado en los inicios de 1978.
El álbum tuvo un incursionamiento de forma independiente, y fue uno de los álbumes del grupo que dieron la incursión en el rock progresivo en Canadá.
Aunque el álbum no tuvo un éxito comercial, Hoy en día el álbum es considerado como material de culto y formando parte de los seguidores de culto.
Los sencillos "Will It Be You? (Chapter Four)" y "Tired World (Chapter Six)" son un tributo al famoso y reconocido científico alemán: Albert Einstein.

## Sonido
El sonido del álbum principalmente se le considera un álbum del rock progresivo, aunque igual podemos encontrar influencias del new wave y un estilo de rock neo-progresivo con un sonido artístico y vanguardista.

## Lista de canciones
Todas las canciones escritas y compuestas por Saga. 
| Saga  |                                  |          |  |
| N.º   | Título                           | Duración |  |
| 1.    | «How Long»                       | 04:01    |  |
| 2.    | «Humble Stance»                  | 05:50    |  |
| 3.    | «Climbing the Ladder»            | 04:45    |  |
| 4.    | «Will It Be You? (Chapter Four)» | 07:13    |  |
| 5.    | «Perfectionist»                  | 05:46    |  |
| 6.    | «Give 'Em the Money»             | 04:25    |  |
| 7.    | «Ice Nice»                       | 06:55    |  |
| 8.    | «Tired World (Chapter Six)»      | 07:06    |  |
| 46:01 |                                  |          |  |

## Personal
- Michael Sadler - vocal, teclados, sintetizador moog, bajo
- Ian Crichton - guitarra
- Peter Rochon - teclados, vocal de apoyo, sintetizador moog
- Jim Crichton - bajo, sintetizador, sintetizador moog
- Steve Negus - batería, percusión, sintetizador moog

### Personal adicional
- Zoran Busic - diseño, conceptos
- Paul Gross - producción
- Alan Thorne - ingeniería de sonido
- Rene Zamic - ilustraciones del álbum